# Baixa Limia - Serra do Gerês
O Parque Natural da Baixa Limia - Serra do Gerês (em galego:  Parque Natural da Baixa Limia - Serra do Xurés, em castelhano:  Parque Natural de la Baja Limia - Sierra del Jurés) é um parque natural e zona especial de conservação estabelecido em 1993, que cobre 20 920 hectares. Em maio de 2009 foi declarado juntamente com o Parque Nacional da Peneda-Gerês, uma reserva da biosfera pela Organização das Nações Unidas para a Educação, a Ciência e a Cultura. Situa-se ao sul da província galega de Ourense, e a sua zona de atuação estende-se às montanhas dos concelhos de Entrimo, Lobios e Muíños, em Espanha, até a fronteira com Portugal, limitando com o Parque Nacional da Peneda-Gerês. Trata-se de uma zona montanhosa, onde o material geológico predominante é o granito. Dentro dos seus limites estão os circos glaciais situados na menor altitude da península.

## Flora
A flora do parque é caracterizada pelos matagais grandes e pela floresta caducifólia, com as espécies como: carvalho-negral (Quercus pyrenaica), bidoeiros (como Betula celtiberica), e elementos mediterrâneos como os sobreiros, e com a aparição do medronheiro e azevinho nas alturas mais elevadas. Há vários endemismos vegetais, entre eles encontram-se o azereiro (Prunus lusitanica), uma espécie que coloniza barrancos e outras áreas de grande humidade ou o lírio-cardano, também conhecido como lírio-do-gerês, lírio-cárdeno e lírio-roxo (Iris boissieri).

## Fauna
Entre os anfíbios e répteis encontram-se a salamandra-comum, a lagarta ibérica e a cobra-de-água-viperina. As duas barragens situadas no parque são o habitat de importantes populações de aves como: mergulhão-pequeno, pato-real e tartaranhão-caçador. Também observa-se a presença da águia-real, ógea, açor, gavião-da-europa, águia-cobreira, peneireiro-vulgar, cuco-canoro, pica-pau-malhado-grande e andorinhão-preto. Para além das espécies cinegéticas como javali, corça, codorniz-comum, lebre ou coelho-europeu, os mamíferos são representados pelo lobo, musaranho, tourão, lontra-europeia, gineta, gato-bravo e doninha-anã. Nos cursos de água aparece a truta.